# Sphaerospira rockhamptonensis
Sphaerospira rockhamptonensis é uma espécie de gastrópode  da família Camaenidae.
É endémica da Austrália.